# Malvinas Argentinas
Malvinas Argentinas est un partido de la province de Buenos Aires fondée en 1994 dont la capitale est Los Polvorines.
Le partido fait partie du groupe des 24 partidos de la Province de Buenos Aires constituant le Grand Buenos Aires avec la capitale fédérale.